# Cantón de Bourg-en-Bresse-Sur
El cantón de Bourg-en-Bresse-Sur (en francés canton de Bourg-en-Bresse-Sud) era una división administrativa francesa del departamento de Ain, en la región de Ródano-Alpes.

## Composición
El cantón estaba formado por una fracción de la comuna de Bourg-en-Bresse.

## Supresión del cantón
En aplicación del decreto n.º 2014-147 del 13 de febrero de 2014, el cantón de Bourg-en-Bresse-Sur fue suprimido el 1 de abril de 2015 y su territorio pasó a formar parte del nuevo cantón de Bourg-en-Bresse-1 y/o Bourg-en-Bresse-2.